# 环澳自行车赛
环澳自行车赛（Tour Down Under）是在南澳大利亚州阿德莱德及其周边举行的多日公路自行车赛，由澳大利亚油气公司桑托斯赞助。环澳自行车赛包括男子赛和女子赛，于每年1月举行，一般作为UCI世界巡迴賽每个赛季的开幕赛事。车手会面临炎热的夏季天气。
环澳自行车赛创办于1999年，是F1澳大利亚大奖赛于1996年从南澳大利亚州阿德莱德移到維多利亞州墨尔本后，由南澳政府在当地新设的体育赛事之一。赛季于2008年起升级为UCI最高级别的职业巡回赛（ProTour，级别相当于之后的UCI世界巡迴賽），是欧洲之外首个获得职业巡回赛资格的赛事。
环澳自行车赛总成绩第一身穿赭色领骑衫，以象征南澳大利亚州典型的土壤色调。最佳冲刺手衫和最佳爬坡手的圆点衫颜色则由对应的赞助商决定。最佳年轻车手身穿传统的白衫。